# 守良親王
守良親王（もりよししんのう）は、鎌倉時代の皇族。亀山天皇の皇子。

## 生涯
亀山天皇の皇子として生まれる。母は三条実任の娘。詳しい生没年は不明。四品・兵部卿となるが、亀山天皇の皇太子は異母兄の世仁親王（後の後宇多天皇）だったため、当時の慣例に従って出家した。法名は覚浄。
出家する前に宮家「五辻宮」を創立し、その当主となった。子供には宗覚がいたが、五辻宮は煕明親王が継承した。
「太平記」には、元弘3年（1333年）に京都から逃げてきた北条仲時ら六波羅探題勢を「先帝第五の宮」の軍勢が近江国で迎え撃ち、蓮華寺で全員自害に追いやった話があるが、この宮こそ守良親王とみられている。